# Lindåsabäcken
Lindåsabäcken är ett kommunalt naturreservat i Borås kommun i Västra Götalands län beläget sydöst om Borås.

## Beskrivning
Naturreservatet omfattar ett 9 hektar stort område längs Lindåsabäcken i Målsryd. Lindåsabäcken betraktas som unik i det stora antalet förekommande flodpärlmusslor och hur de lyckas föröka sig där. Dessutom förekommer andra sällsynta snäckor, dag- och bäcksländor. I bäcken återfinns även öring vilket fodras för musslornas fortlevnad. Infrastruktur för besökare, såsom vandringsleder, grillplatser och parkering, saknas då det enligt Borås kommun är önskvärt att besök här undviks.>

## Historia
Naturreservatet invigdes av Ulrik Nilsson den 2 oktober 2008. Syftet med reservatet är att bevara ett livskraftigt bestånd av flodpärlmussla och säkerställa fortsatt föryngring av arten genom att skydda musslans livsmiljö.

## Bilder

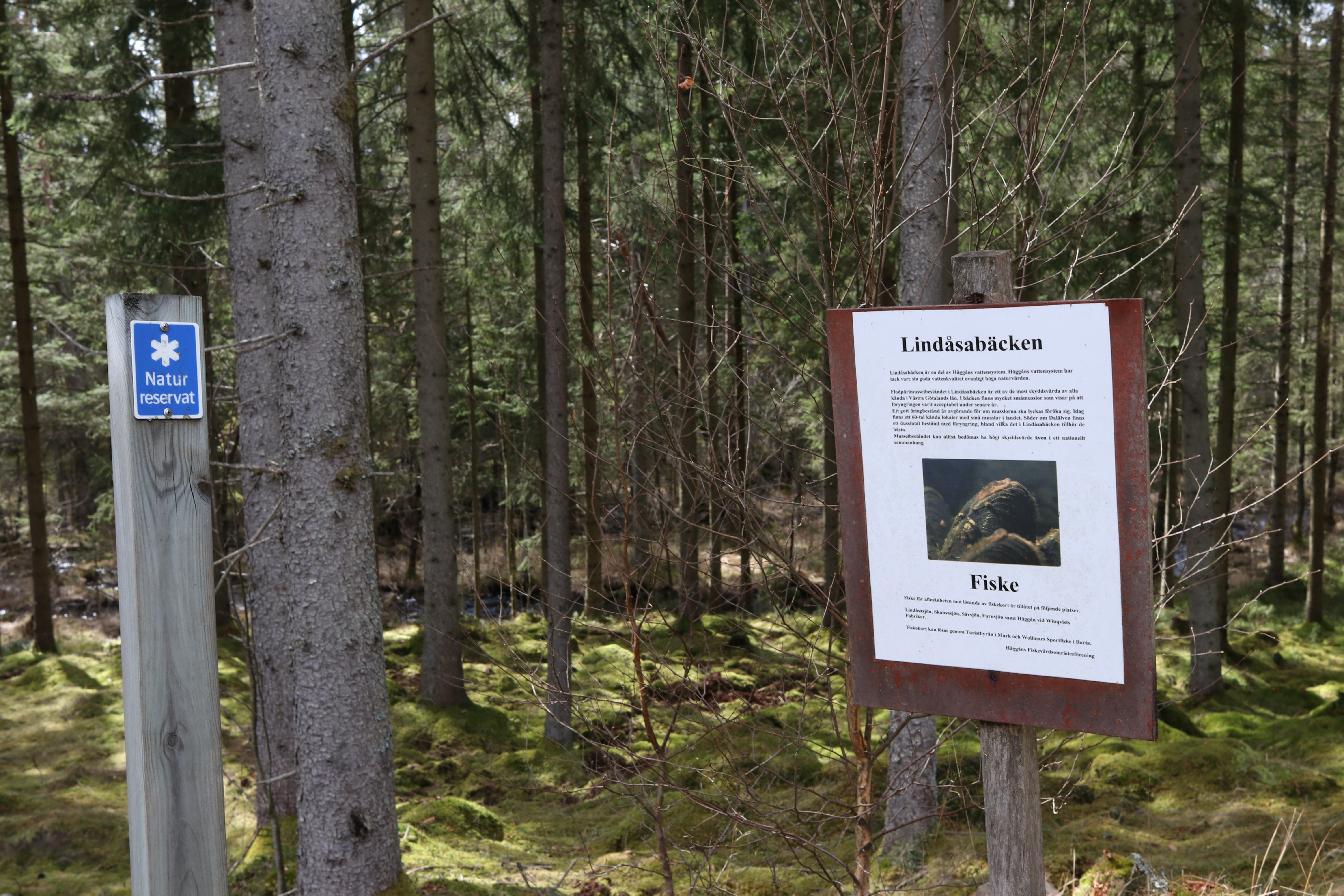
Skyltar vid reservatets gräns
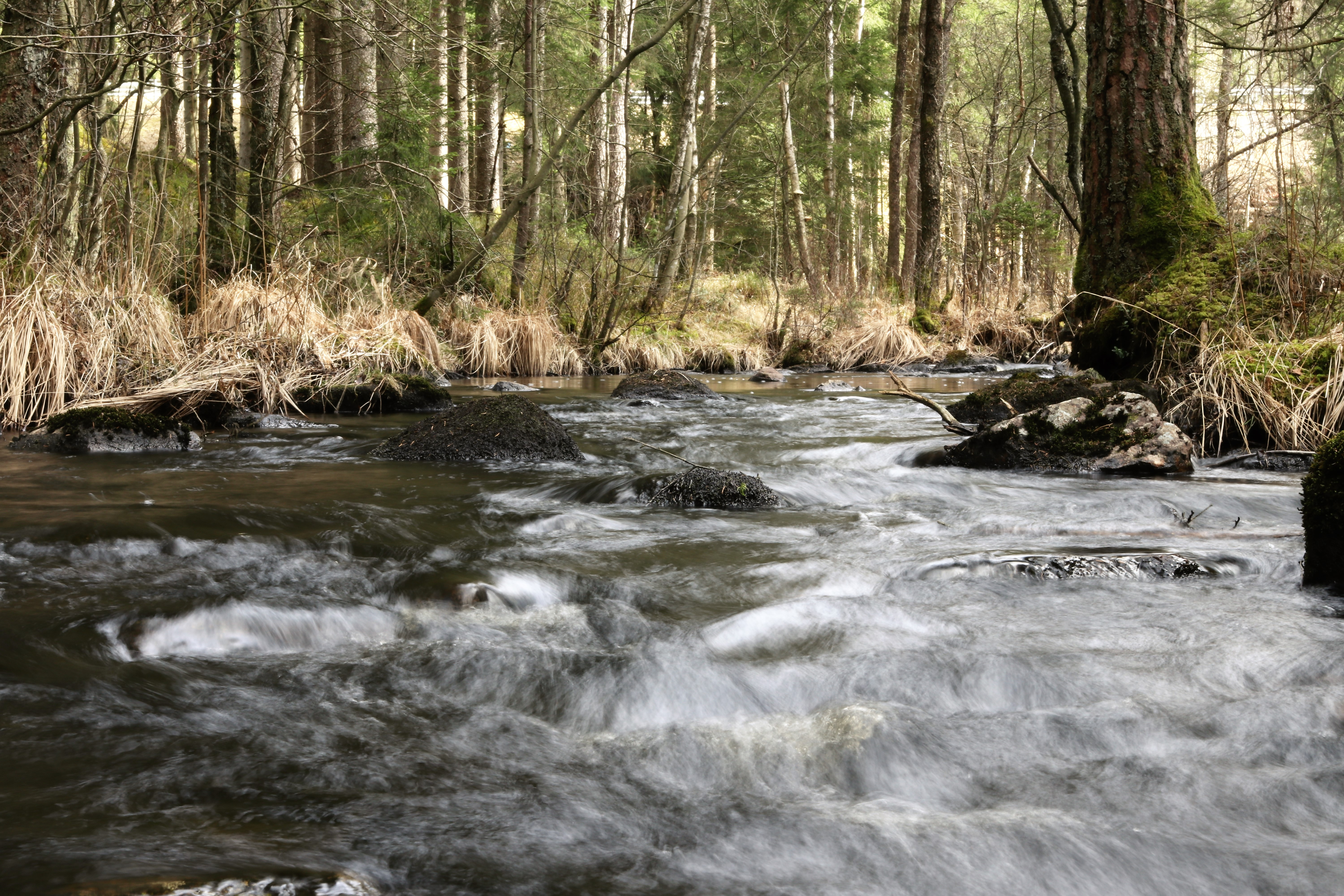
Lindåsabäcken
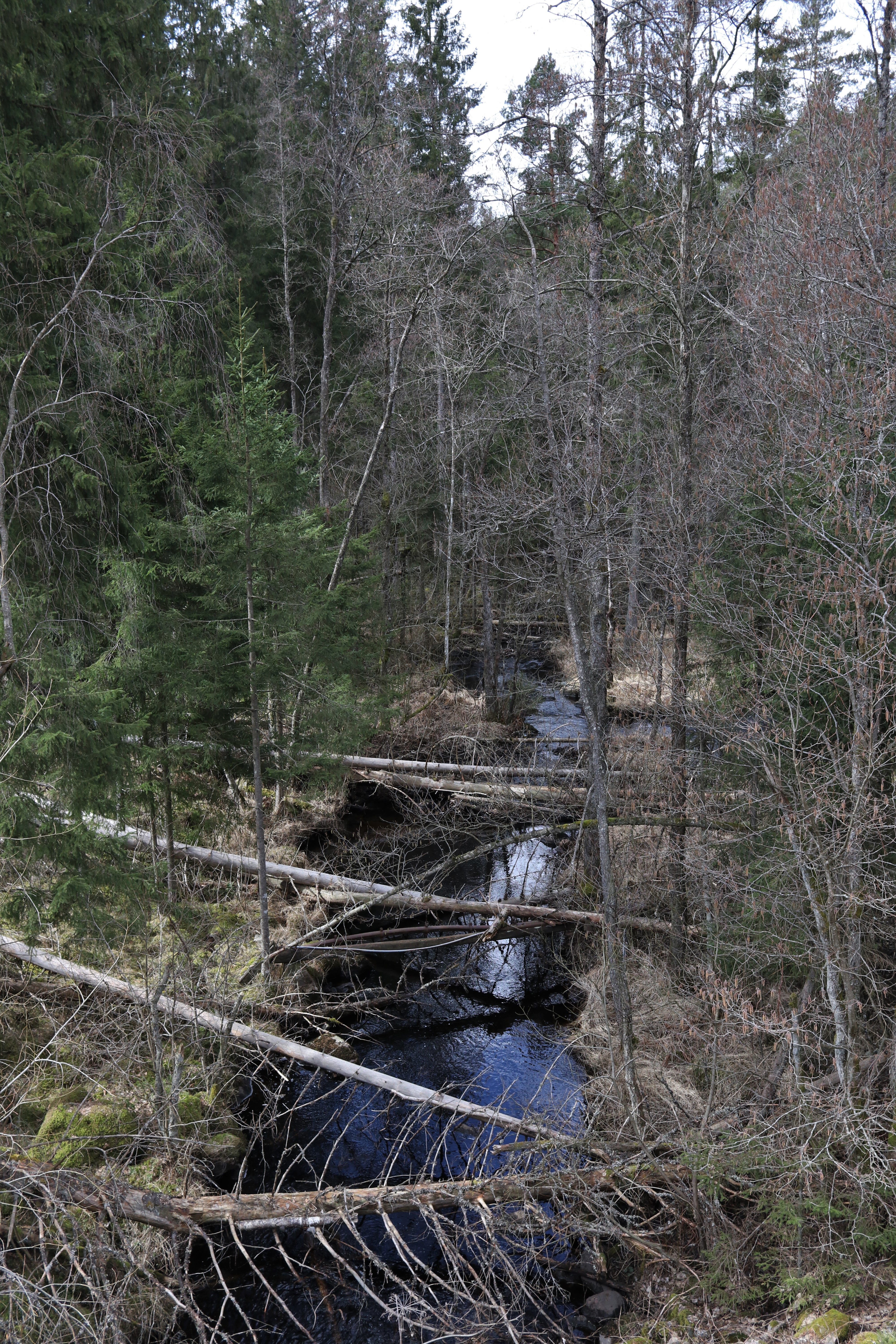
Naturreservatet sett från före detta riksväg 27
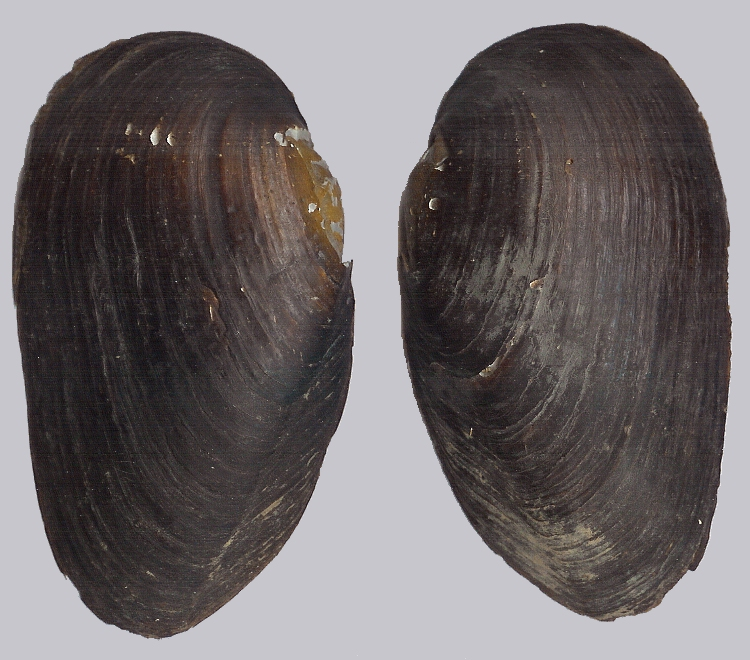
Flodpärlmusslor